# Leo Straus
Leo(pold) Straus(s) (* 21. Januar 1897 in Teplitz-Schönau, Österreich-Ungarn; † 28. Oktober 1944 im KZ Auschwitz-Birkenau) war ein österreichischer Kabarettist und Dramaturg.

## Leben
Leo Straus war der zweite Sohn des Komponisten Oscar Straus aus dessen erster Ehe mit der Geigerin und Konzertmeisterin Helene Neumann (Nelly Irmen).
Zwei weitere Brüder, der Komponist Erwin Straus (1910–1966) und der Schriftsteller und Regisseur Walter Straus (1913–1945), stammten aus der zweiten Ehe des Vaters mit der Sängerin Clara Singer. Oscar Straus hatte seinen Familiennamen Strauss wegen der Verwechslungsmöglichkeiten mit der Musikerfamilie Strauss geändert.
Straus begann 1915 ein Jurastudium an der Universität Wien und wurde 1920 promoviert. Er arbeitete zunächst im Bankbereich und wurde in der zweiten Hälfte der 1920er Jahre als Dramaturg und administrativer Leiter an den Wiener Kammerspielen tätig. Von 1929 bis 1931 arbeitete er als stellvertretender Direktor und Dramaturg am Neuen Wiener Schauspielhaus. Straus schrieb die Texte für verschiedene Revuen, so 1932 das Libretto zu  Der tanzende Shylock: Revue um jeden Preis seines Bruders Erwin Straus. Er war mit Myra Gruhenberg (1900–1944) (auch: Mira Grünberg) verheiratet. Von ihr sind Kurzgeschichten in der Wiener Zeitung und im Prager Tagblatt veröffentlicht, Hörspiele im Kopenhagener Rundfunk und Stücke, die in Amsterdam und Prag aufgeführt wurden, wobei ungeklärt ist, welchen Anteil Leo Straus daran hatte. Das reichsdeutsche Publikum war ihnen seit der Machtübergabe an die Nationalsozialisten 1933 verwehrt.
Beim Anschluss Österreichs an das Deutsche Reich 1938 wurden beide als Juden ihrer Funktionen enthoben und erhielten Berufsverbot.
Straus und seine Frau wurden am 1. Oktober 1942 in das Ghetto Theresienstadt deportiert. Beide wurden dort in das kulturelle Lagerleben integriert, und er fungierte als Conférencier seines Kabarett-Programms Straus-Brettl, bei dem auch seine Komposition Die Stadt Als-Ob aufgeführt wurde.
Straus wurde am 12. Oktober 1944 in das Konzentrationslager Auschwitz-Birkenau deportiert und dort umgebracht. Myra Gruhenberg wurde ebenfalls in Auschwitz ermordet.

## Arbeiten (Auswahl)
- Ein entzückender Mensch. Musikalisches Lustspiel in 3 Akten. Original (Un homme exquis) von Jean de Létraz, übersetzt von Berth Ebelsbacher, Gesangstexte von Leo und Erwin Straus, 1931
- Erwin Straus: Der tanzende Shylock. Revue um jeden Preis in 2 Teilen. Libretto von Leo Straus, nach einer Skizze von Géza Herczeg, 1932